# Heinz Hohmann (Fußballspieler)
Heinz Hohmann (* 24. Juli 1931 in Mannheim) ist ein deutscher Fußballspieler, der beim SV Waldhof Mannheim und dem FK Pirmasens in der Oberliga Süd beziehungsweise Oberliga Südwest von 1951 bis 1963 insgesamt 206 Ligaspiele in der damaligen Erstklassigkeit absolviert und 106 Tore erzielt hat. Der Offensivspieler wurde am 1. Mai 1958 einmal in der B-Nationalmannschaft des DFB im Länderspiel gegen Luxemburg A eingesetzt. Statistische Angaben über die Zahl der Spieleinsätze des torgefährlichen Angreifers in der 2. Liga Süd von 1954 bis 1958 liegen nicht vor. Mit Waldhof gewann der auf allen Angriffspositionen einsetzbare Stürmer im Jahr 1958 die Meisterschaft in der 2. Liga Süd und nach seinem Wechsel nach Pirmasens in der Saison 1959/60 die Meisterschaft in der Oberliga Südwest.

## Vereine

### Waldhof Mannheim, 1951 bis 1959
In der Jugend spielte Hohmann beim Mannheimer Stadtteilklub SC Käfertal, ehe das Offensivtalent nach der Saison 1950/51 in der 2. Amateurliga Nordbaden, Staffel 2, zum SV Waldhof Mannheim in die Oberliga Süd wechselte. Der Neuzugang debütierte am 26. August 1951 beim 1:1-Heimremis gegen Schwaben Augsburg als rechter Verteidiger in der Oberliga. Spieler wie Georg Herbold, Fritz Rößling, Georg Siegel und Ludwig Siffling gehörten dem Kreis der Waldhof-Leistungsträger an und Angreifer Paul Lipponer erzielte 14 Tore beim Erreichen des 10. Platzes in der Saison 1951/52. Der Mann aus Käfertal absolvierte in seinem Debütjahr in der Oberliga 19 Spiele und erzielte drei Tore. In den folgenden zwei Runden setzte er sich mit 15 Toren in 49 Ligaspielen in der Oberliga durch. Im Jahr der Fußballweltmeisterschaft 1954 in der Schweiz, 1953/54, entschied das letzte Rundenspiel am 4. April 1954 von Waldhof beim Meister VfB Stuttgart über den weiteren Verbleib in der Erstklassigkeit. Nach einer 0:2-Niederlage stiegen die Blau-Schwarzen, punktgleich mit dem Tabellendreizehnten Kickers Stuttgart (jeweils 21:39 Punkte), in die 2. Liga Süd ab.
Es folgten zwei Runden im Mittelfeld mit den Plätzen acht und sechs, ehe in der dritten Saison, 1957/58, mit dem Meisterschaftsgewinn die Rückkehr in die Oberliga Süd gelang. Hohmann hatte seine Qualitäten als Torschütze auf dem Flügel oder im Sturmzentrum auch bereits in der Saison 1956/57 als Torschützenkönig der 2. Liga Süd mit 26 Toren bewiesen. Durch seine Abschlussqualität kam der Angreifer auch am 1. Mai 1957 bei einem Auswahlspiel der Oberligavertragsspieler in Ludwigshafen zwischen dem Südwesten und Nordbaden als Zweitligaspieler zum Einsatz. Beim 3:2 von Nordbaden stürmte er auf Rechtsaußen an der Seite von Theodor Laumann, Ernst-Otto Meyer, Gerhard Siedl und Rudolf de la Vigne.
Unter Trainer Árpád Medve führte das Team vom Waldhofstadion am Alsenweg in der Saison 1957/58 nach sieben Spieltagen ungeschlagen die Tabelle an. In der Rückrunde sicherte sich Waldhof mit einem 4:1-Erfolg gegen den bisherigen Tabellenführer VfL Neustadt vor 18.000 Zuschauer, am 11. Mai 1958 im Waldhof-Stadion vor 17.000 Zuschauern mit einem 3:3 gegen Vizemeister TSG Ulm 1846 und einem 3:1 im letzten Heimspiel am 8. Juni 1958 gegen den FC Bayern Hof die Meisterschaft – nach Toren von Herbert Lehn und Horst Lebefromm – und damit die Rückkehr in die Oberliga Süd.
Der Start in die Oberliga gelang mit zwei Erfolgen gegen die SpVgg Fürth (3:2) und einem 2:0-Heimerfolg gegen den VfB Stuttgart. Waldhof schien in der Oberliga Süd angekommen zu sein. Nach der 1:2-Heimniederlage im Lokalderby gegen die Blau-Weiß-Roten vom VfR Mannheim am 21. September vor 15.000 Zuschauern, ging dem Aufsteiger aber die Luft aus. Das gipfelte in der Hinrunde in der 1:9-Heimniederlage am 2. November 1958 gegen den FC Bayern München. Nach der Vorrunde nahm der SV Waldhof mit 8:22 Punkten den vorletzten Tabellenplatz ein. In der Rückrunde setzte sich der Abwärtstrend fort: Insbesondere die 3:6-Heimniederlage gegen den Tabellenletzten BC Augsburg am 15. Februar 1959 zerstörte die letzten Hoffnungen auf den Klassenerhalt. Die 0:8-Niederlage beim 1. FC Nürnberg am 7. März und die 3:7-Heimniederlage gegen den Karlsruher SC am 5. April 1959 passten in die desolaten Vorstellungen der Rückrunde. Hohmann hatte an der Seite von Mittelstürmer Horst Lebefromm (13 Tore) mit 15 Toren in 24 Ligaeinsätzen trotz der schwachen Mannschaftsleistung aber persönlich eine überzeugende Leistung geboten. Nach dem Abstieg nahm er das Angebot von Südwestmeister FK Pirmasens zur Saison 1959/60 an und wechselte in die Oberliga Südwest.

### FK Pirmasens, 1959 bis 1965
Bei den Blau-Weißen vom Stadion Horeb an der Zweibrücker Landstraße debütierte der Neuzugang vom SV Waldhof am 16. August 1959 bei einem 3:0-Auswärtserfolg gegen den FV Speyer in der Oberliga Südwest. Auf Rechtsaußen erzielte er in der 2. Minute die 1:0-Führung. Das erste Heimspiel brachte am 23. August einen 9:4-Heimerfolg gegen Vizemeister Borussia Neunkirchen mit einem weiteren Hohmann-Treffer. Mit 44:16 Punkten und 92:43 Toren gewann der FKP die Meisterschaft. Die torgefährlichen Angreifer Helmut Kapitulski (26 Tore), Hohmann (19 Tore), Herbert Schroer (14 Tore) und Heinrich Seebach (13 Tore) gewannen 13 von 15 Heimspielen und setzten sich lediglich gegen Phönix Ludwigshafen (1:1) und gegen Tura Ludwigshafen (2:2) nicht zum doppelten Punktgewinn am „Horeb“ durch. Enttäuschend verlief danach die Gruppenphase in der Endrunde um die deutsche Fußballmeisterschaft: Lediglich ein Punktgewinn gegen den 1. FC Köln (1:1) brachte der Südwestmeister zustande; mit 1:11 Punkten belegte man den vierten Rang. Hohmann hatte in sechs Endrundenspielen zwei Tore – bei der 4:6-Heimniederlage in Ludwigshafen gegen Werder Bremen – erzielt. 1961 belegte Pirmasens einen Zähler hinter Meister 1. FC Saarbrücken und Vizemeister Borussia Neunkirchen – beide jeweils 42:18 Punkte – den dritten Rang. Hohmann hatte an der Seite von Kapitulski (19 Tore) und Klaus Matischak (19 Tore) 13 Tore erzielt. In seiner dritten Oberligarunde im Südwesten, 1961/62, erreichten Hohmann und Kollegen mit 104:33 Toren und 45:15 Punkten die Vizemeisterschaft. Mit Rolf Fritzsche (24 Tore) war ein torgefährlicher Spielmacher dazu gekommen und Matischak (23 Tore), Hohmann (19 Tore) und Kapitulski (19 Tore) gehörten auch der Spitze in der Südwesttorschützenliste an. Die Auftritte in der gekürzten Endrunde konnten aber die Ligaresultate nicht bestätigen: Drei klare Niederlagen gegen den Hamburger SV (3:6), Eintracht Frankfurt (1:8) und gar ein 0:10 gegen den 1. FC Köln, machten den guten Rundeneindruck des Südwestvize zunichte. Im letzten Jahr der alten erstklassigen Oberliga Südwest, 1962/63, belegte der FKP punktgleich mit Vizemeister Neunkirchen – beide je 41:19 Punkte – den dritten Rang. Nach der Hinrunde hatte Pirmasens mit 22:8 Punkten und 39:18 Toren den zweiten Rang belegt. Am 10. Februar 1963 wurde das Heimspiel gegen den Rivalen Neunkirchen mit 4:2 gewonnen und Hohmann hatte dabei als Mittelstürmer zwei Tore erzielt. Mit 1:3 Punkten aus den letzten beiden Spielen gegen den SC Ludwigshafen (0:0) und TuS Neuendorf (0:1) wurde die Vizemeisterschaft verspielt. Hohmann führte am Rundenende mit 23 Treffern die interne Torschützenliste der Blau-Weißen an.
Da aus dem Südwesten mit dem 1. FC Kaiserslautern und dem 1. FC Saarbrücken die zwei Vereine für die neue Fußball-Bundesliga ab der Saison 1963/64 nominiert worden waren, blieben Hohmann und Kollegen ab dieser Runde die Spiele in der Zweitklassigkeit der Regionalliga Südwest. Mit Neunkirchen und Wormatia Worms lieferte sich Pirmasens einen Dreikampf um die Meisterschaft. Nach der Hinrunde führte Worms mit 31:7, vor Pirmasens mit 30:8 und Neunkirchen mit 27:11 Punkten die Tabelle an. Mit einer Rückrundenbilanz von 33:5 Punkten erobert Neunkirchen die Meisterschaft, mit 29:9 blieb Pirmasens die Vizemeisterschaft und Worms stürzte mit 27:11 auf den dritten Rang ab. Mit Helmut Kapitulski (30 Tore), Hugo Dausmann (25), Hans-Erwin Volberg (22), Hohmann (14), Heinrich Seebach (12), Hilmar Weishaar (11) und Horst Brill (6) hatte Pirmasens für die erzielten 128 Rundentore sieben Offensivakteure zur Verfügung gehabt, die der Konkurrenz überlegen gewesen waren. Meister Neunkirchen hatte dagegen in der Defensive mit lediglich 32 Gegentreffern in 38 Rundenspielen einen Qualitätsvorsprung vorzuweisen, welcher sich in der nachfolgenden Aufstiegsrunde auch als entscheidend herausstellen sollte.
Der Südwestvizemeister musste noch am 24. und am 31. Mai 1964 zwei Qualifikationsspiele zur Teilnahme an der Aufstiegsrunde gegen Westvize Wuppertaler SV bestreiten. Völlig überraschend setzte sich Pirmasens vor 32.000 Zuschauer im Stadion Zoo gegen den favorisierten Gastgeber mit 2:0 durch. Auch das Rückspiel gewann Pirmasens 2:1. In beiden Spielen wurde der 33-jährige Hohmann als rechter Verteidiger im damals im DFB-Bereich üblichen WM-System aufgeboten. Mittelstürmer Dausmann erzielte alle vier Tore. Der Start in die Gruppenphase glückte mit dem 3:0-Heimerfolg am 6. Juni vor 15.000 Zuschauern gegen Westmeister Alemannia Aachen mit deren Leistungsträgern Branko Zebec, Christian Breuer, Alfred Glenski, Jupp Martinelli und Herbert Gronen. Nach dem 4:1-Auswärtserfolg bei Südmeister Hessen Kassel ging dem Team von Trainer Alfred Preißler aber die Luft aus. Der FKP belegte mit 4:8 Punkten den vierten Rang. Senior Hohmann war in allen sechs Gruppenspielen als rechter Verteidiger zum Einsatz gekommen.
In seinem letzten Jahr in Pirmasens, 1964/65, wirkte sich der Verlust von Spielmacher und Torjäger Kapitulski zum 1. FC Kaiserslautern leistungsmindernd aus und auch Hohmann konnte seinen vorher gewohnten Leistungsstandard nicht mehr abrufen. Pirmasens belegte den siebten Rang und Hohmann kam nur noch in elf Ligaspielen zum Einsatz, in denen er vier Tore erzielte. Im Sommer 1965 beendete der langjährige Torschütze in der Oberliga Süd, 2. Liga Süd, Oberliga Südwest und Regionalliga Südwest seine erfolgreiche Laufbahn. Sein letzter Pflichtspieleinsatz datiert vom 21. Februar 1965 bei einer 1:2-Heimniederlage gegen die SpVgg Weisenau.

### Auswahlspiele, 1956 bis 1958
Mit einer Auswahl („Arbeitsgemeinschaft“) von VfR und Waldhof Mannheim trat Hohmann als Zweitligaspieler von Waldhof am 16. Dezember 1956 gegen Kickers Offenbach (3:1) auf Linksaußen an. Am 1. Mai 1957 stürmte er auf Rechtsaußen im Team von Nordbaden bei einem Spiel in Ludwigshafen gegen die Vertragsspieler von Südwest (3:2). In der „Arge“ steuerte Hohmann am 5. Juni 1957 beim 3:3 gegen Bonsucessco Rio de Janeiro zwei Treffer an der Seite der VfR Kollegen Laumann, Ernst Langlotz und de la Vigne bei.
Am 1. Mai 1958, debütierte der Waldhof-Angreifer auch in der B-Nationalmannschaft. In Luxemburg verlor die deutsche B-Elf das Länderspiel mit 1:4 gegen Luxemburg A. Hohmann wurde in der 2. Halbzeit für den Frankfurter Richard Kreß auf Rechtsaußen an der Seite von Michael Pfeiffer, Ulrich Biesinger, Willi Schröder und Adolf Scheidt eingewechselt. Als eine nordbadische Vertragsspielerauswahl der Oberliga Süd am 19. November 1958 ein Spiel in Sofia gegen die bulgarische B-Nationalmannschaft austrug, stürmte der Waldhof-Angreifer beim 4:2 der Gäste am linken Flügel. Hohmann lief dabei zusammen mit Spielern wie Wilhelm Dimmel, Heinz Ruppenstein, Heinz Schmitt, Heinz Beck, Ernst Langlotz und Bernhard Termath auf.